# Colobosauroides carvalhoi
Colobosauroides carvalhoi — вид ящірок родини гімнофтальмових (Gymnophthalmidae). Ендемік Бразилії. Вид названий на честь бразильського герпетолога Антенора Леітао де Карвалью.

## Опис
Середня довжина Colobosauroides carvalhoi становить 12 см (без врахування хвоста). Хвіст є дещо довшим за решту тіла.

## Поширення і екологія
Colobosauroides carvalhoi відомі з двох місцевостей, одна з яких розташована в Національному парку Серра-да-Капівара в штаті Піауї, а друга — в муніципалітеті Баррейрас в штаті Баїя. В Серра-да-Капіварі вони зустрічаються у вологих лісових масивах бокейран, оточених сухими заростями каатинги, а в Баррейрасі — в деградованих саванах серрадо.